# Cliffhanger

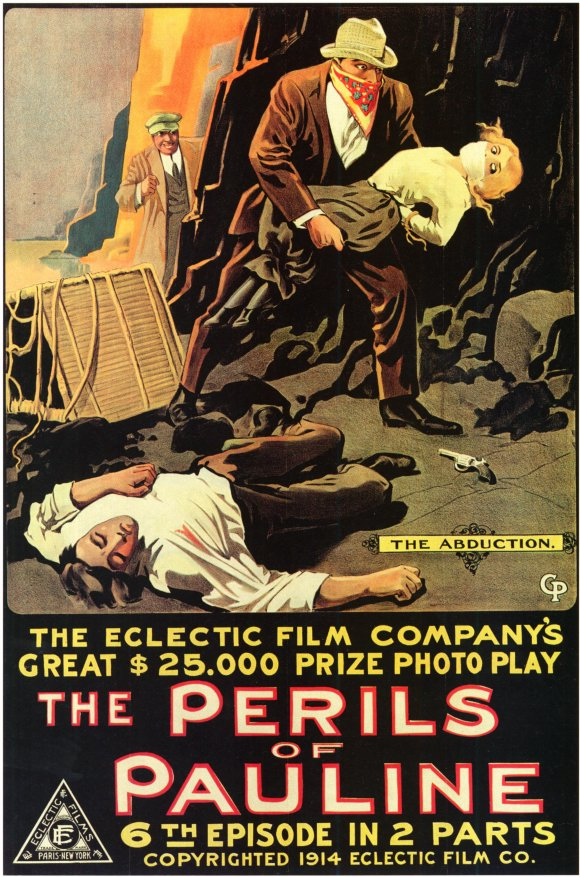
Affischen till filmen The Perils of Pauline från 1914, som populariserade termen cliffhanger inom filmmediet.

En cliffhanger är en spännande sekvens i en film, TV-serie, bok eller liknande, som lämnas oavslutad vid reklamavbrott eller avsnittets slut, för att locka publiken att komma tillbaka för att få veta upplösningen.
Termen kommer ursprungligen från Thomas Hardys roman A Pair of Blue Eyes från 1873 där han avslutar ett kapitel med karaktären Henry hängande från en klippkant utan räddning i sikte. Termen populariserades långt senare av följetongsfilmerna från 1920- och 1930-talets Hollywood, där hjälten ofta hamnade i fara när det var dags för aktskifte.